# Ferdjioua
Ferdjioua là một đô thị thuộc tỉnh Mila, Algérie. Dân số thời điểm năm 2002 là 40.441 người.